# Benthopecten folini
Benthopecten folini is een zeester uit de familie Benthopectinidae.
De wetenschappelijke naam van de soort werd in 1894 gepubliceerd door Edmond Perrier.